# چالکسر
چالکسر، روستایی از توابع بخش میرزا کوچک جنگلی شهرستان صومعه‌سرا در استان گیلان ایران است.چالکسر در 3 کیلومتری گوراب زرمیخ قرار دارد و با دوعالم کوه همجوار است لازم به ذکر است با شهرستان ماسال 10 کیلومتر فاصله دارد. مردم روستای چالکسر تالش هستند و به زبان تالشی تکلم میکنند .

## جمعیت
این روستا در دهستان گوراب زرمیخ قرار دارد و براساس سرشماری مرکز آمار ایران در سال ۱۳۸۵، جمعیت آن ۶۸۰ نفر (۱۶۹خانوار) بوده‌است.